# Sifriat tarmil

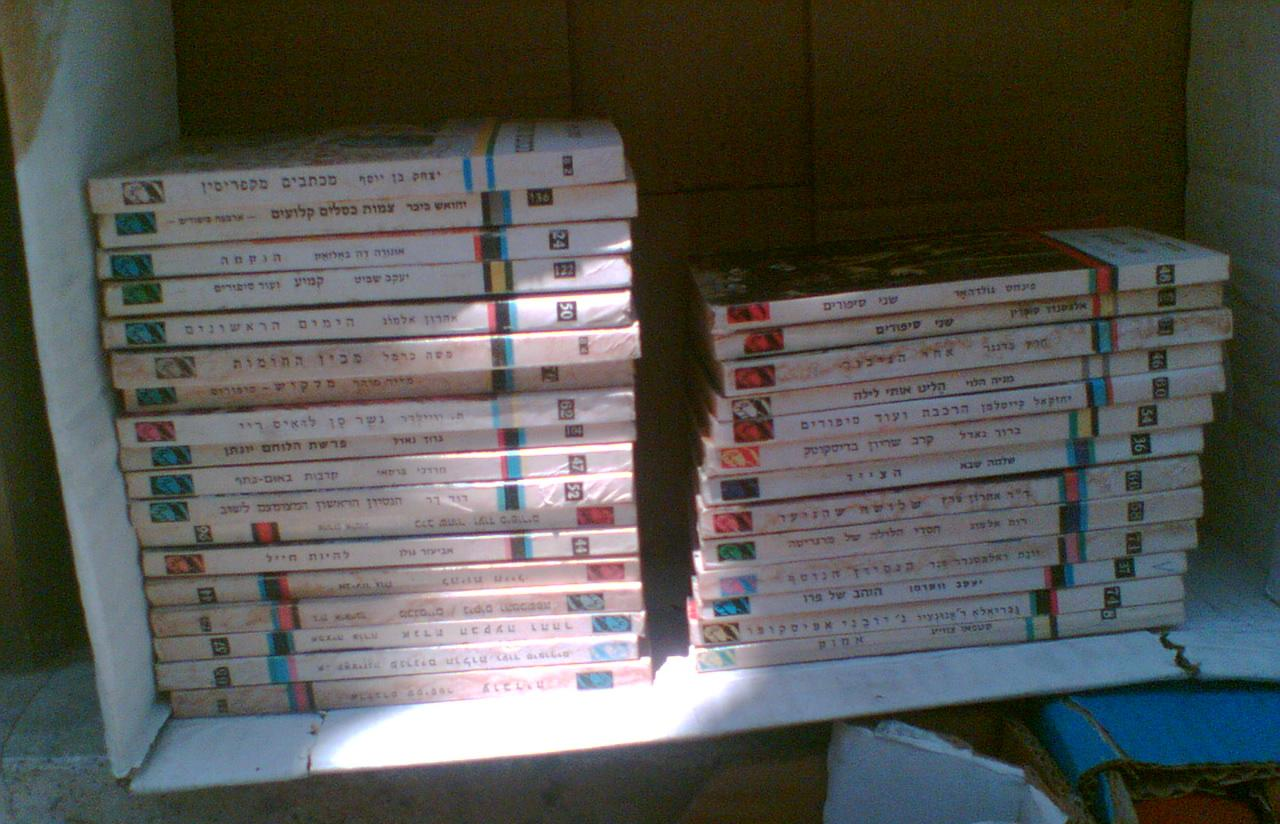
Verschiedene Bände der Reihe

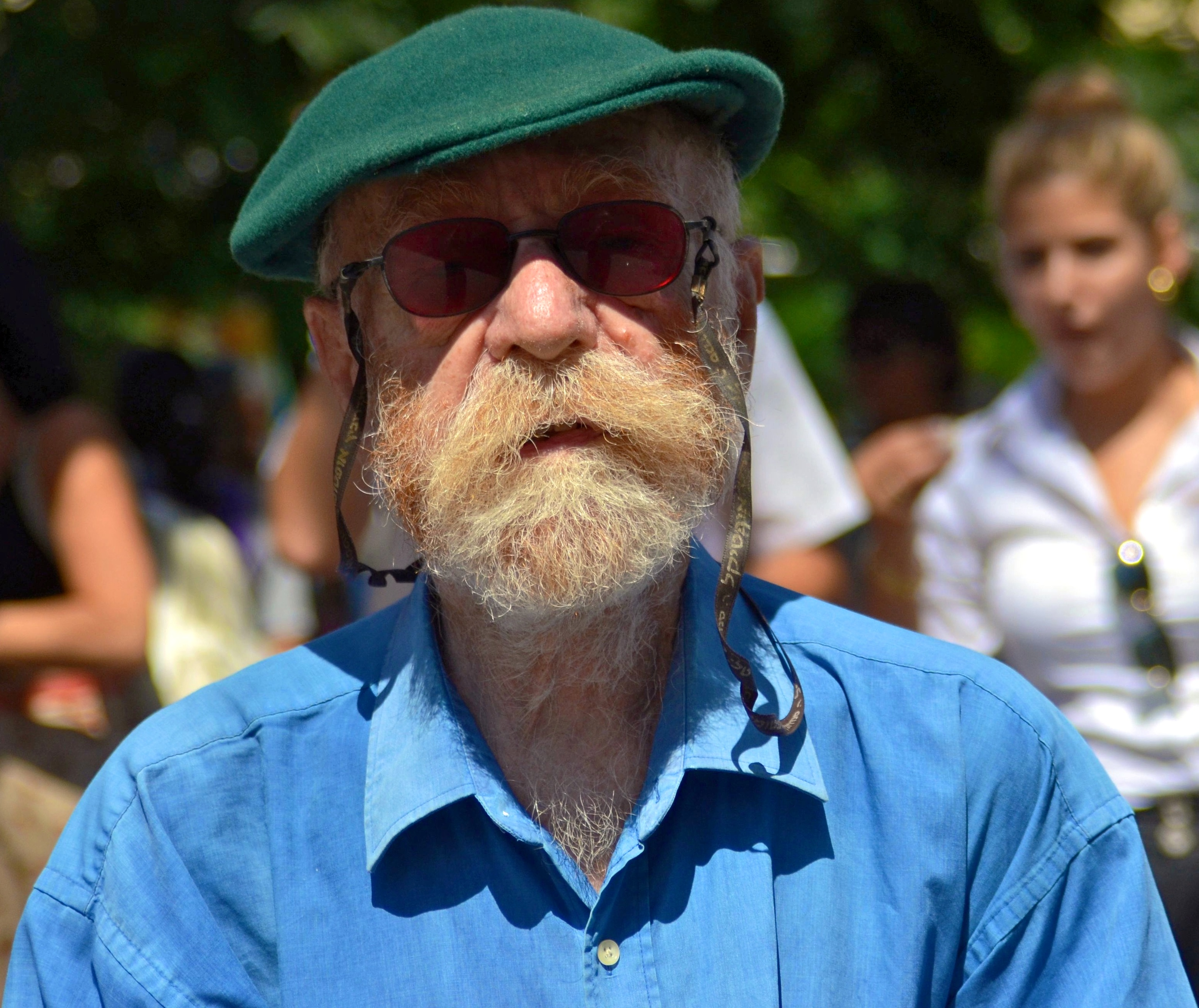
Israel Har

Sifriat tarmil (hebräisch ספריית תרמיל „Rucksack“- bzw. „Tornisterbibliothek“; englisch The Knapsack Library), häufig in der Schreibung Sifriyat tarmil, ist eine israelische Buchreihe.

## Geschichte
Die Reihe von hebräischen Taschenbüchern, wurde seit 1964 im Auftrag des israelischen Verteidigungsministeriums publiziert, herausgegeben vom Chief Education Officer (der Abteilung Bildung) der Verteidigungsstreitkräfte (Zahal/IDF), erschienen in Tel Aviv im Verlag des israelischen Verteidigungsministeriums, einem Verlag, der zwischen 1958 und 2009 im Rahmen des Verteidigungsministeriums betrieben wurde.
Die Reihe Sifriat tarmil wurde von Israel Har (hebräisch ישראל הר) gegründet, der auch der editor-in-chief war. Der IDF Chief Education Officer zu Beginn des Erscheinens der Reihe im Jahr 1964 war Mordechai Bar-On.
Ziel der Reihe war es, Taschenbücher der besten Klassiker der Welt und Literatur auf Hebräisch in einem kleinen Format (das vom Soldaten leicht in den Tornister gesteckt werden kann) zu einem günstigen Preis zu produzieren. Das Zielpublikum der Reihe waren Soldaten. Etwa 200 Bände sind in der Reihe erschienen. 
Zu den Werken, die in der Rucksackbibliothek veröffentlicht wurden, gehören The Devil and Daniel Webster, der Tod in Venedig, Der Selbstmörderklub von Robert Louis Stevenson, verschiedene South Sea Tales von Jack London, Michael Kohlhaas, Shimshon von Ze'ev Jabotinsky und Geschichten von Albert Camus, Balzac, Voltaire, Georges Simenon, Stefan Zweig, Tolstoi, Tschechow, Guy de Maupassant und hebräische Schriftsteller wie Mosche Schamir, Ehud Ben Ezer, Aharon Megged, Benjamin Tammuz, Nissim Aloni und Pinchas Sadeh sowie Klassiker wie Josef Chaim Brenner, Isaac Dov Berkowitz, Nachum Gutman und andere.
Logo der Reihe – ein Tornister

Link zum Bild

Die Vorderseite ist mit einer Illustration verziert, oft von der israelischen Künstlerin Audrey Bergner gestaltet (der Frau des Künstlers Yosl Bergner). Auf jedem Rückdeckel war ein kleiner Tornister abgedruckt, die Biografie des Autors und eine Einführung von Israel Har. Oben auf dem Cover war der Slogan aufgedruckt:
ספריית תרמיל מגישה לך: —

מיטב הסיפורים העולמיים — מאת טובי הסופרים.

סיפורי אהבה ומיסתורין;

סיפורי מתח והרפתקאות;

עלילות גבורה ותעלולי דמיון. סיפור טוב — סיפור יפה — סיפור מרתק.
Die Rucksackbibliothek bietet Ihnen: 

Die besten Geschichten der Welt – von den besten Autoren.

Geschichten von Liebe und Mystery;

Thriller und Abenteuergeschichten;

Heroische Handlungen und Fantasie-Imagination. Eine gute Geschichte – eine wunderschöne Geschichte – eine faszinierende Geschichte.
Das zur Eröffnung der Reihe ausgewählte Buch war Colomba von Prosper Mérimée in der Übersetzung von Saul Gordon; es folgten Werke wie Luna – Adam: zwei Liebesgeschichten von Yehuda Burla und Der Fremde von Albert Camus, übersetzt von Aharon Amir, Die Geschichten eines Verteidigungsstaatsanwalts von Aharon Heter-Yishai usw. Später wurden zusätzliche Übersetzungen aus der Weltliteratur und aus der jüdischen Literatur einschließlich der jiddischen Literatur sowie Titel aus der hebräischen Literatur veröffentlicht. 
Im Jahr 1970 veröffentlichte die israelische Tageszeitung Davar eine Kampagne zur Unterzeichnung von Bürgern für ein Abonnement für die Freitagausgabe der Zeitung von Soldaten und ein Buch mit dem Titel Rucksack einen jeden Monat mit Tausenden von Abonnenten. Nach den Rekordjahren in den 1960er und 1970er Jahren führten mangelnde Anpassung an den wechselnden Geschmack des Publikums, eine veränderte Struktur des israelischen Buchmarkts und das überholte Design der Booklets zu erheblichen Umsatzrückgängen. 1991 wurde die Veröffentlichung der Reihe eingestellt. 
Nach dem Scheitern eines wenig später erfolgten Wiederbelebungsversuchs wurden die Aktivitäten eingestellt.